# Norbert Pfammatter
Norbert Pfammatter (Visp, 12 september 1959) is een Zwitserse jazzdrummer.

## Biografie
Pfammatter is een autodidact, hij deed muzikale ervaring op in rockbands, hierna richtte hij zich op jazz en geïmproviseerde muziek. In 1980 trok hij naar Bern, waar hij tot 1985 studeerde aan de Swiss Jazz School bij Billy Brooks. Na zijn afstuderen gaf hij les aan muziekscholen, sinds 1994 is hij docent drummen aan de Hochschule Luzern – Musik. Hij is auteur van et leerboek Rhythm Lines.
Vanaf de jaren 80 werkte hij in talrijke projecten in de jazz en geïmproviseerde muziek, o.a. met Heiner Althaus, Bertrand Denzler (Nanocluster, Leo Records, 2001), Roberto Domeniconi, Elina Duni, Feya Faku, Donat Fisch, Harald Haerters Intergalactic Maidenballet, Franz Hellmüller, Vera Kappeler, Hans Koch, Bänz Oester, Marianne Racine, Peter Schärli en Nat Su. In de jazz was hij tussen 1986 en 2013 betrokken bij 44 opnamesessies.

## Weblinks
- Website Norbert Pfammatter
- Portret op website Hochschule Luzern
- Discografie op Discogs

- International Standard Name Identifier: 0000 0000 7992 3764
- Library of Congress Control Number: no98035430
- MusicBrainz: 0b36a6ee-f5a9-4fba-aa86-076acad45635
- Virtual International Authority File: 41454144